# Université d'État d'économie de Biélorussie
L'université d'État d'économie de Biélorussie (abréviation : БГЭУ) est l'établissement d'enseignement supérieur le plus important de Biélorussie. Situé à Minsk, il prépare des spécialistes dans le domaine de l'économie, de l'administration et du droit. Depuis sa fondation en 1933, l'établissement a formé plus de 110 000 diplômés qui ont ensuite travaillé dans toutes les sphères de l'économie, dans le système bancaire et financier, dans le commerce, dans les organes de l'administration d'État, ainsi que dans l'enseignement et la recherche. De 1935 à 1992, elle s'appelait Institut supérieur d'État Kouïbychev. L'université est dirigée par M. le recteur Chimov.

## Structure
L'université administre onze facultés, ainsi qu'une faculté de préparation psycho-pédagogique et de formation supérieure interne, une filiale dans la ville de Babrouïsk, l'institut d'enseignement social et des humanités, l'institut de formation supérieure et de préparation des cadres de l'économie, avec des filiales à Grodno et à Vitebsk et 66 chaires, laboratoires de recherches, et autres structures, etc.

### Facultés et chaires
- Faculté de marketing et de la logistique (corpus № 2; perspective Partizanski, 26):
  - chaire de marketing ;
  - chaire de marketing industriel et de communication ;
  - chaire de logistique et de politique des prix ;
- Faculté de management (corpus № 4; perspective Partizanski, 22а) :
  - chaire d'économie des entreprises industrielles ;
  - chaire d'organisation et d'administration ;
  - chaire d'économie et d'administration des entreprises ;
  - chaire d'économie écologique ;
  - chaire d'économie du travail ;
  - chaire d'économie nationale et d'administration d'État ;
  - chaire de mathématiques appliquées et de cybernétique économique ;
  - chaire d'informatique économique ;
- Faculté des relations économiques internationales (corpus № 1; perspective Partizanski, 26)[1] :
  - chaire d'économie mondiale ;
  - chaire des affaires internationales ;
  - chaire de théorie économique et d'histoire de la science économique ;
  - chaire de théorie économique ;
- Faculté de droit (corpus № 8; perspective Rokossovski, 65) :
  - chaire de théorie et d'histoire du droit ;
  - chaire des disciplines du droit public ;
  - chaire d'enseignement du droit ;
  - chaire des disciplines du droit civil ;
  - chaire de droit économique international ;
- Faculté de comptabilité et d'économie (corpus № 3; perspective Partizanski, 26) :
  - chaire de comptabilité, analyse et audit dans le domaine industriel ;
  - chaire de comptabilité, analyse et audit, dans l'agro-industriel et le transport ;
  - chaire de comptabilité, analyse et audit dans le domaine commercial ;
  - chaire de comptabilité, analyse et audit dans les secteurs de l'économie populaire ;
  - chaire de statistique ;
  - chaire de mathématiques supérieures ;
- Faculté de finance et de banque (corpus № 1; perspective Partizanski, 26) :
  - chaire des finances et du management financier ;
  - chaire de fiscalité et des impôts ;
  - chaire des affaires bancaires ;
  - chaire du marché monétaire, du crédit et des stocks ;
  - chaire du budget et des finances extérieures ;
  - chaire des technologies informatiques ;
- Faculté d'économie et d'administration commerciale (corpus № 5; rue Sverdlov, 7) :
  - chaire d'économie commerciale ;
  - chaire des entreprises commerciales sur le marché intérieur et sur le marché extérieur ;
  - chaire de merchandising des produits non alimentaires ;
  - chaire de merchandising des produits alimentaires ;
  - chaire de physique et de chimie des matériaux ;
  - chaire physico-chimie des matériaux et des technologies de production ;
- Faculté de communication des affaires internationales (corpus № 2; perspective Partizanski, 26) :
  - chaire de communication interculturelle en économie ;
  - chaire d'enseignement de l'anglais des affaires ;
  - chaire d'enseignement théorique et pratique de l'anglais ;
  - chaire d'enseignement de l'anglais professionnel ;
  - Chaire d'enseignement des langues romanes ;
  - Chaire d'enseignement de l'allemand ;
  - Chaire d'enseignement du biélorusse et du russe ;
- École supérieure d'administration et des affaires (corpus № 4; perspective Partizanski, 22а) :
  - chaire d'économie et d'administration ;
- École supérieure de tourisme (corpus № 5; rue Sverdlov, 7) :
  - chaire d'administration du tourisme[2],[3] ;
- Préparation préuniversitaire (corpus № 5; rue Sverdlov, 7) :
  - département d'études générales.

### Instituts
- Institut de promotion et de préparation supérieure des cadres spécialistes d'économie ;
- Institut d'enseignement social et d'humanités (corpus № 4; perspective Partizanski, 22а).

### Filiale
- Filiale de Babrouïsk

### Centres
- Centre de recherches scientifiques concernant les questions méthodico-organisationnelles ;
- Centre de recherches macro-économiques ;
- Service administratif et de consultation ;
- Centre de recherches de mercatique ;
- Centre de développement des technologies informatiques.